# 山形県体育館
山形県体育館（やまがたけんたいいくかん）は、山形県山形市の霞城公園内にある屋内スポーツ施設である。

## 概要
スポーツおよび文化施設の公園として整備されていた霞城公園の南方の敷地を山形市から提供され、山形県が山形県体育館を建設。1966年6月30日に主競技場、1971年12月31日に小競技場がそれぞれ開館した。
2010年4月から指定管理者制度が導入され、公益財団法人山形市スポーツ協会が管理運営に当たっている。

## 施設
- 主競技場
  - 建築面積6,680.04m2
  - バスケットボール2面、バレーボール3面、バドミントン10面、卓球18台、テニス2面、ハンドボール1面、ボクシング、柔道、剣道、フェンシング
  - 2・3階固定観客席2,320席、移動集会用席3,000席
- 小競技場
  - 建築面積905.55m2
  - バスケットボール1面、バレーボール2面、バドミントン4-6面、テニス1面、卓球10台、ボクシング、フェンシング

## 主な大会・イベント
- 1992年に開かれたべにばな国体ではバスケットボール会場として使用された。
- プロボクシング興行にも使用され、山形県出身の石垣仁の日本王座防衛戦も行われた。
- 1990年代前半まではプロレス興行にも使用された。

## 交通アクセス
- JR山形駅西口より徒歩12分。